# Explay A320
Explay A320 — смартфон компании Explay на базе ОС Android.

## Описание
Внешне представляет собой классический моноблок с сенсорным дисплеем. Корпус аппарата состоит из пластика и имеет чёрно-коричневый цвет.
Поставляется с литий-ионным аккумулятором ёмкостью 1200 мАч. Заявленное производителем время работы:
- Режим разговора: до 5 ч (2G)/до 4 ч (3G);
- Режим ожидания: до 200 ч (2G)/до 60 ч (3G).

Диагональ дисплея составляет 3,2 дюймa. Разрешение — 320х480 пикселей. Дисплей смартфона выполнен по технологии LCD HVGA. Сенсор поддерживает дуал-тач (двойное прикосновение одновременно) и мульти-тач (выполнение различных задач при поочерёдном прикосновении к дисплею или прикосновением к дисплею сразу двумя пальцами одновременно).
Единственная камера (3 мегапикселя) в пластиковой окантовке расположена в верхнем левом углу на задней панели телефона. Максимальное разрешение фотографий, сделанных с камеры смартфона, — 2592 х 1944 пикселей. Присутствует запись видеороликов с максимальным разрешением ролика 640 x 480 пикселей с частотой до 24 кадров/с.
Оперативная память аппарата — 256 Мб (доступно меньше), постоянная память — 256 Мб (доступно 158 Мб). Радио работает на частоте: 87.5-108 МГц. Поддерживаются карты памяти MicroSD, объёмом до 32 Гб.
Работает под управлением Android 2.2.2 Froyo и обновления ОС от производителя не имеет. На аппарат производителем кроме заводской прошивки V1.00 выпущены доработанные и с исправлениями прошивки V1.07 и V1.08.